# Allhaming
Allhaming osztrák község Felső-Ausztria Linzvidéki járásában. 2020 januárjában 1175 lakosa volt. 

## Elhelyezkedése

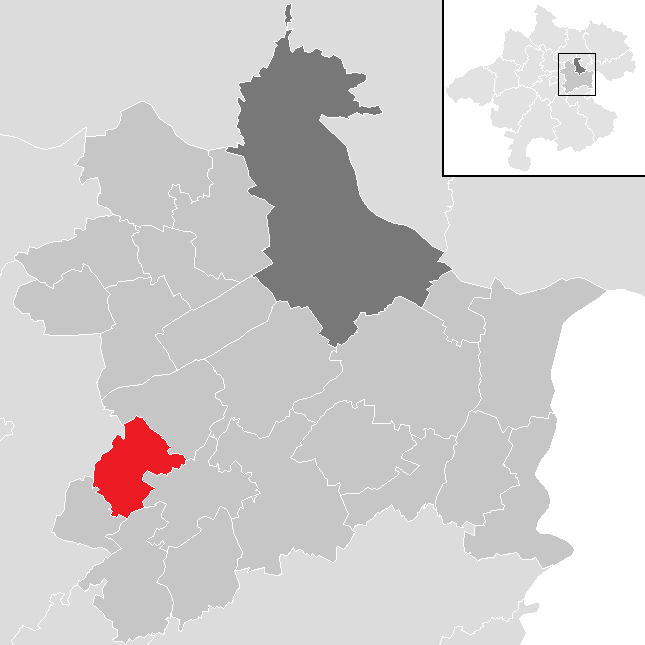
Allhaming a Linzvidéki járásban

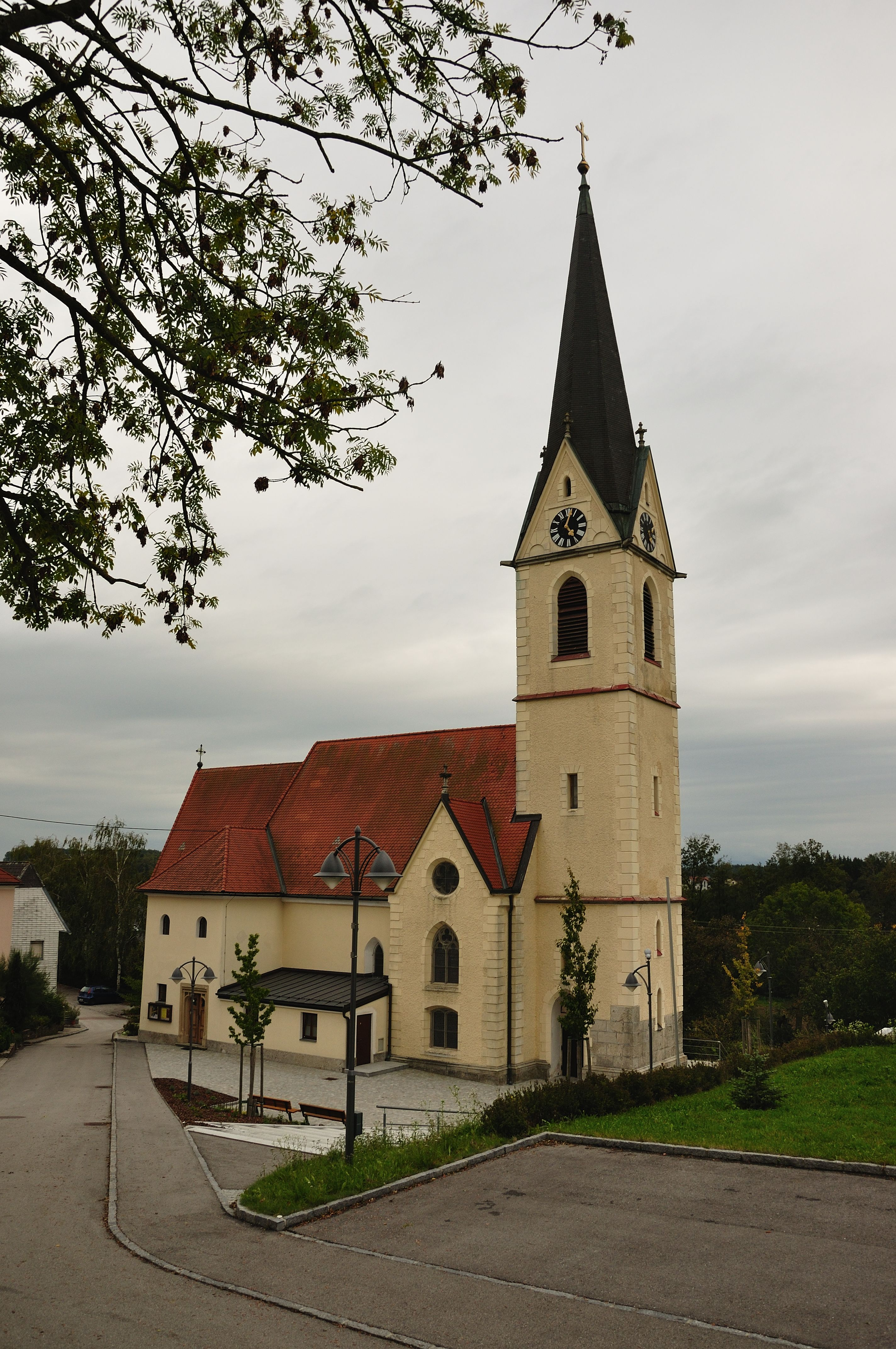
A Szt. György-plébániatemplom

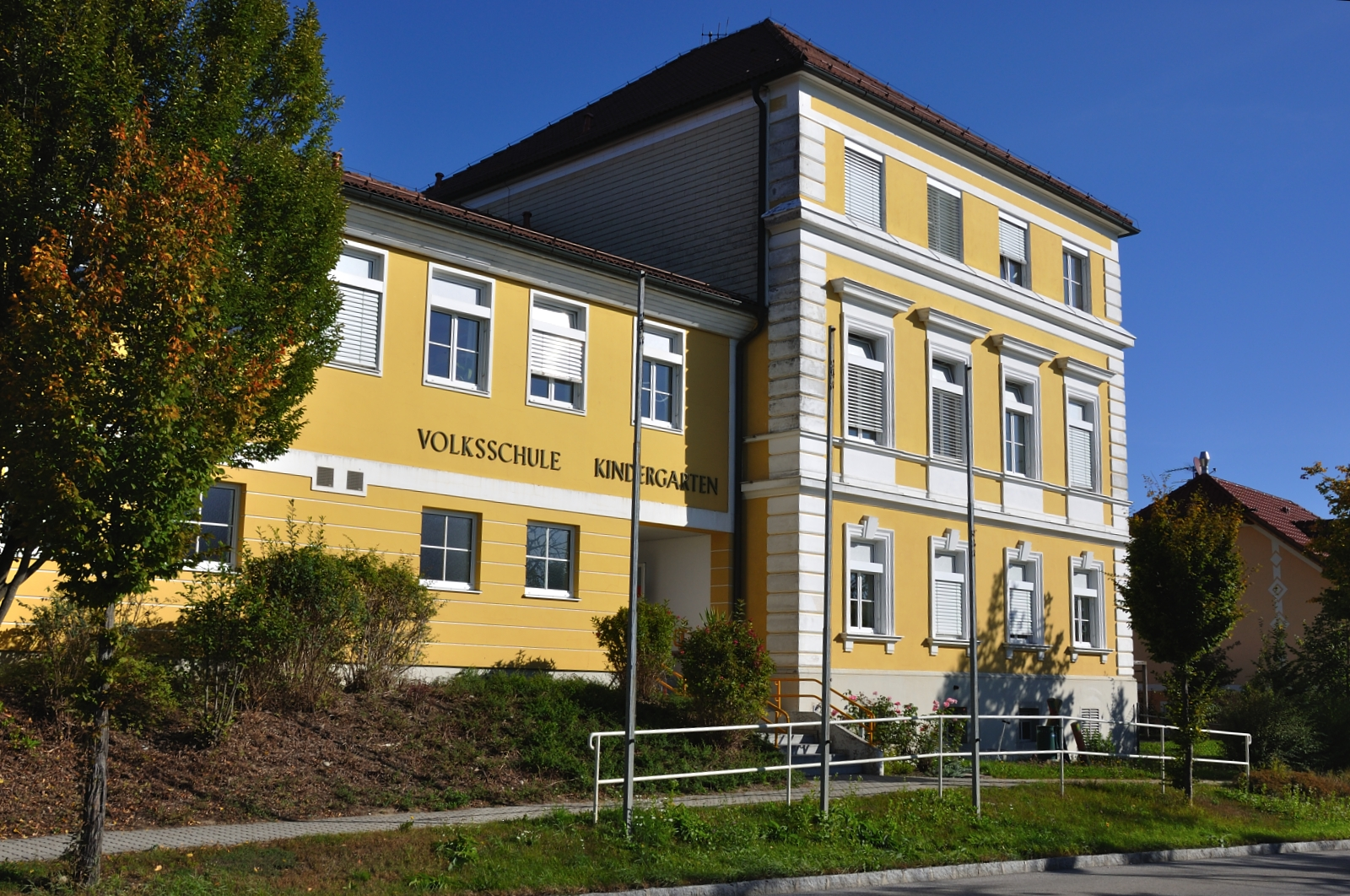
Az allhamingi iskola

Allhaming a tartomány Traunviertel régiójában fekszik az Enns és Traun folyók közötti hátságon, a Sipbach patak mentén. Területének 19,9%-a erdő, 69,5% áll mezőgazdasági művelés alatt. Az önkormányzat 5 településrészt, illetve falut egyesít: Allhaming (715 lakos 2020-ban), Kroisbach (4), Laimgräben (231), Lindach (121) és Sipbach (104).  
A környező önkormányzatok: északkeletre Pucking, keletre Neuhofen an der Krems, délre Kematen an der Krems, délnyugatra Eggendorf im Traunkreis, északnyugatra Weißkirchen an der Traun.  

## Története
Az Adalham udvarházat a 7. században létesítették a bajor-avar határ felügyeletére. A 11. században az Ekkehard nemzetség tulajdonában volt. 1061-ben Gunther bambergi püspök a püspökség birtokai közé vette. I. Ottó püspök 1100 körül megépíttette Szt. Györgynek szentelt templomát. 1398-ban az akkori püspök eladta a falut a Waldsee-családnak. Tőlük a Polheimek, 1600 után pedig a Losensteinek szerezték meg, akik gschwendti uradalmukhoz csatolták. 
A napóleoni háborúk során a települést több alkalommal megszállták. 
A köztársaság 01918-as megalakulása után Allhaming Felső-Ausztria tartomány része lett. Miután a Német Birodalom 1938-ban annektálta Ausztriát, az Oberdonaui gauba sorolták be. A második világháború után az ország függetlenné válásával ismét Felső-Ausztriához került.

## Lakosság
Az allhamingi önkormányzat területén 2020 januárjában 1175 fő élt. A lakosságszám 1971 óta gyarapodó tendenciát mutat, azóta közel kétszeresére nőtt. 2018-ban a helybeliek 94,2%-a volt osztrák állampolgár; a külföldiek közül 1,2% a régi (2004 előtti), 2,6% az új EU-tagállamokból érkezett. 1,2% a volt Jugoszlávia (Szlovénia és Horvátország nélkül) vagy Törökország, 0,9% egyéb országok polgára volt. 2001-ben a lakosok 79,8%-a római katolikusnak, 6,2% evangélikusnak, 3,3% mohamedánnak, 8,8% pedig felekezeten kívülinek vallotta magát. Ugyanekkor egy magyar élt a községben; a legnagyobb nemzetiségi csoportot a német (94,8%) mellett törökök alkották 2,5%-kal. 
A népesség változása:

| 2016 | 1 148 |
| 2018 | 1 174 |

## Látnivalók
- a Szt. György-plébániatemplom

## Fordítás
- Ez a szócikk részben vagy egészben  az   Allhaming című német Wikipédia-szócikk ezen változatának fordításán alapul.  Az eredeti cikk szerkesztőit annak laptörténete sorolja fel. Ez a jelzés csupán a megfogalmazás eredetét és a szerzői jogokat jelzi, nem szolgál a cikkben szereplő információk forrásmegjelöléseként.